# 卡拉佩莱
卡拉佩莱（義大利語：Carapelle），是意大利福贾省的一个市镇。总面积24.86平方公里，人口6380人，人口密度256.6人/平方公里（2009年）。ISTAT代码为071010。